# Lucien Charrault
Lucien Charrault, ou abbé Charrault, né le 9 avril 1870 à Châteauneuf-Val-de-Bargis et mort le 9 mai 1953 à Colméry (Nièvre), est un homme d'Église et un historien local nivernais.

## Biographie
Lucien Charrault voit le jour dans un milieu modeste (son père est sabotier et sa mère sans profession).
Ordonné en 1895 à Nevers, l'abbé Charrault exerce son ministère dans différentes paroisses de la Nièvre, notamment à Alligny-en-Morvan, dont il est le curé pendant plus de vingt ans (1907 à 1929), puis à Montsauche-les-Settons (1929-1944). Démissionnaire, il se retire en 1944 à Colméry. En 1949, un grave accident de train manque de lui coûter la vie. Il décède en 1953 à l'âge de 83 ans.
Parallèlement à son activité sacerdotale, il rédige plusieurs ouvrages relatifs à l'histoire locale nivernaise. Deux titres dominent sa production : Histoire de Châteauneuf-Val-de-Bargis et de la chartreuse de Bellary (1908) et Dans l'ombre du Morvan (1933). Le premier est publié, pour la première fois, par la Société nivernaise des lettres, sciences et arts dont Lucien Charrault est membre titulaire depuis 1904. Ces ouvrages fourmillent des renseignements les plus divers. Lucien Charrault y dévoile une personnalité tranchée, n'hésitant pas à prendre position et ne cachant pas, par exemple, son hostilité à la Révolution française.
C'est à Châteauneuf-Val-de-Bargis, son village natal, que se trouve sa tombe.

## Publications
- Essai historique sur Saint-Benin-des-Bois et Ligny - Monographie de la communauté des Jault, Imprimerie G. Vallière, 1904.
- Histoire de Châteauneuf-Val-de-Bargis et de la chartreuse de Bellary, Paris, Res universis, 1990 (1re éd. 1908), 182 p. (ISBN 2-87760-410-1, BNF 35462963).
- La seigneurie de Régloix, Imprimerie de la Nièvre, 1923.
- Vauban (1633-1707), Comité du tricentenaire de Vauban, 1933.
- Dans l'ombre du Morvan : le canton de Montsauche, Presse de Ramiot et Cie, 1933, réédité en 1987  (ISBN 978-2-905174-06-2), accompagné d'une courte préface de François Mitterrand, alors président de la République.
- (avec Paul Devoucoux) La chapelle de Savault, commune d’Ouroux-en-Morvan, vers 1933[7].
- Une belle figure sacerdotale : l'abbé Duvernoy, 1939.